# Rudie Driessen
Rudie Driessen (Venlo, 27 november 1944) is een voormalig Nederlands voetballer die bij voorkeur als vleugelspeler of middenvelder speelde.
Driessen maakte in 1961 de overstap van amateurclub VOS naar VVV. Op 4 oktober 1964 debuteerde hij daar in het eerste elftal tijdens een met 0-2 gewonnen bekerwedstrijd bij Zwolsche Boys. Ook in de daaropvolgende bekerronde, waarin VVV na een 1-2 thuisnederlaag tegen Roda JC werd uitgeschakeld, kwam hij in actie. Het zou bij die twee optredens voor de Venlose eerstedivisionist blijven. In 1966 keerde Driessen terug naar het amateurvoetbal waar hij nog jarenlang voor RKSV Venlo uitkwam, met uitzondering van een eenjarig uitstapje bij Boxmeer.

## Statistieken
| Seizoen         | Club            | Competitie      | Competitie | Competitie | Beker | Beker | Overige | Overige | Totaal | Totaal |
| Seizoen         | Club            | Competitie      | Wed.       | Dlp.       | Wed.  | Dlp.  | Wed.    | Dlp.    | Wed.   | Dlp.   |
| --------------- | --------------- | --------------- | ---------- | ---------- | ----- | ----- | ------- | ------- | ------ | ------ |
| 1964/65         | VVV             | Eerste divisie  | 0          | 0          | 2     | 0     | —       | —       | 2      | 0      |
| 1965/66         | VVV             | Eerste divisie  | 0          | 0          | 0     | 0     | —       | —       | 0      | 0      |
| Carrière totaal | Carrière totaal | Carrière totaal | 0          | 0          | 2     | 0     | 0       | 0       | 2      | 0      |